# Palau de l'Agricultura
El Palau de l'Agricultura és un conjunt d'edificis construït per a l'Exposició Internacional de 1929 a la muntanya de Montjuïc, catalogat com a bé amb elements d'interès categoria C). Actualment és la seu del Teatre Lliure, que forma part de la Ciutat del Teatre.

## Història
Va ser edificat entre 1927 i 1929 sota la direcció tècnica dels arquitectes Josep Maria Ribas i Casas (1899-1959) i Manuel Maria Mayol i Ferrer (1898-1929), que el van concebre com un monumental complex d'edificacions en diversos cossos al voltant d'una plaça central.
Després de la Guerra Civil, els pavellons que envoltaven la plaça central pels seus costats septentrional i oriental foren totalment enderrocats i substituïts per nous habitatges, deixant dempeus menys de la meitat de les edificacions que formaven el complex. Aquestes, passaren a allotjar magatzems i tallers municipals i, entre 1964 i 1984, el Mercat Central de les Flors, fins que aquest fou traslladat al recinte de Mercabarna a la Zona Franca.
L'any 1983, la regidora de Cultura de l'Ajuntament de Barcelona Maria Aurèlia Capmany, va impulsar la creació del Mercat de les Flors, un centre municipal de dansa i d'arts del moviment, a la nau perpendicular al carrer de Lleida. L'edifici, reinaugurat l'any 1985, fou remodelat a per donar lloc als seus nous usos i la seva cúpula principal (de 12 m de diàmetre) va ser redecorada per l'artista mallorquí Miquel Barceló.
A partir del 1999, el sector afrontat al passeig de Santa Madrona també fou rehabilitat per Manuel Núñez Yanowsky per a acollir la seu estable del Teatre Lliure, institució fundada a Gràcia l'any 1976 i que creixeria amb la inauguració de la nova seu el novembre de 2001. En ocasió d'aquella inauguració, es va reurbanitzar l'antic pati central amb una nova plaça que es va dedicar a Margarida Xirgu. Paral·lelament a aquestes reformes, al flanc septentrional de la plaça, que també havia estat enderrocat, s'hi va construir la nova seu de l'Institut del Teatre, un aparcament soterrat i la plaça Ovidi Montllor. Amb tot, el conjunt es coneix actualment com a Ciutat del Teatre, ja que acull el Teatre Municipal Mercat de les Flors, la Fundació Teatre Lliure, l'Institut del Teatre.

## Descripció
Està format per diversos cossos entre el passeig de Santa Madrona i el carrer de Lleida, al voltant d'un pati central conegut com a plaça de Margarida Xirgu. En l'actualitat només es conserva la meitat del conjunt d'edificacions originals.
Era un dels pavellons més grans de l'exposició, amb una superficie que ultrapassava els 16.000 m². Tot el conjunt es distribuïa al voltant d'un gran pati enjardinat central amb diverses naus i galeries porticades. Tot el conjunt segueix els cànons de l'arquitectura noucentista, adoptant, però, un llenguatge renaixentista italianitzant. Mentre els murs de les façanes es presenten revestits de morter blanc i groc, els elements portants, els emmarcaments de les obertures i els elements decoratius foren realitzats en terracota.
El cos del passeig de Santa Madrona destaca per la galeria porticada que envolta l'antic accés principal al recinte, que emmarca un monumental portal de terra cuita amb pilastres jòniques ornades a quarterons. Sobre l'arc motllurat de la porta hi ha un relleu de terra cuita amb dues al·legories del treball al camp i la inscripció AGRICVLTVRA. Tanmateix, el més rellevant d'aquesta construcció són les múltiples torres vuitavades que sobresurten sobre la teulada, cobertes amb cuculles de teula ornades amb pinacles ceràmics. Les façanes d'aquest cos recullen un vertader catàleg de finestres renaixentistes, a base de serlianes, galeries d'arcs, entaulaments, frontons, petxines i decoració a candelieri.
A l'angle entre el carrer de Lleida i el passeig de Santa Madrona hi destaca una placa sostinguda per dos àngels realitzada en bronze per Frederic Marès en record a l'arquitecte Manuel Maria Mayol. La façana encarada a la plaça de Margarida Xirgu presenta una gran llotja d'accés d'arcs rebaixats sostinguda sobre robustes columnes de capitell jònic. Aquesta llotja manté una correspondència formal molt clara amb el pati del Casal Solleric de Palma, essent aquest una probable font d'inspiració. Els interiors d'aquest cos foren molt transformats a causa de l'abandó i dels nous usos, per bé que es manté el vestíbul principal, un espai de planta de creu grega coronat per un gran cimbori ornat amb pintures referents a la vida al camp.
El cos del carrer de Lleida, avui ocupat pel Teatre Municipal Mercat de les Flors, presenta un cos d'accés coronat amb cúpules adossat a una gran nau de planta rectangular. El cos d'accés, que fa cantonada, presenta dues llotges d'accés formades per tres arcs de terracuita sobre columnes toscanes de pedra i dues galeries de finestres amb columnelles toscanes i un ràfec de terra cuita. A la cantonada s'hi encastà un gran escut de Barcelona en terra cuita sostingut per quatre àngels del mateix material. Els angles d'aquest cos queden rematats amb torres coronades amb cúpules i pinacles ceràmics. Al bell mig s'alça una cúpula de majors dimensions. L'interior d'aquest cos acull un gran vestíbul circular amb grans columnes corínties al primer nivell i galeries de columnes jòniques al segon, recollint el pes d'una cúpula ornada amb pintures de l'artista mallorquí Miquel Barceló.
En les dues façanes exteriors del gran hall central hi ha relleus escultòrics, en estil classicitzant realitzats, com molts altres d'aquella Exposició Universal, per Frederic Marès i Deulovol (1893-1991). Les pintures murals, de tema agrícola d'estil noucentista, són obra de Darius Vilàs i Fernández (1880-1950), va estar molt influït en les seves realitzacions murals per Maurice Denis, Joaquim Torres Garcia i Joan Llimona.